# Stade Hamda-Laouani
Le stade Hamda-Laouani (arabe : ملعب حمدة العواني) est un stade sportif multidisciplinaire de Kairouan (Tunisie) inauguré en 1999.
Il abrite depuis cette date les matchs de la Jeunesse sportive kairouanaise.
En 2005, sa capacité d'accueil est de 4 500 places mais un projet prévoit alors de l'étendre à 25 000 places.
En 2011, il fait l'objet de travaux pour construire un nouveau virage alors que 200 000 dinars tunisiens sont débloqués pour installer un tableau lumineux.